# 第71回全国高等学校サッカー選手権大会
第71回全国高等学校サッカー選手権大会（だい71かいぜんこくこうとうがっこうサッカーせんしゅけんたいかい）は、1993年1月に行われた、全国高等学校サッカー選手権大会である。

## 概要
- キャッチフレーズ はじまりの予感

### 日程
- 開会式　1月1日
- 1回戦　1月2日
- 2回戦　1月3日
- 3回戦　1月4日
- 準々決勝　1月6日
- 準決勝　　1月7日
- 決勝　1月8日

### 使用会場
- 国立霞ヶ丘競技場陸上競技場（準決勝・決勝）
- 駒沢オリンピック公園陸上競技場（1回戦～準々決勝）
- 三ツ沢公園陸上競技場（1回戦～準々決勝）
- 千葉県総合運動場陸上競技場（1回戦～3回戦）
- 埼玉県大宮公園サッカー場（1回戦～3回戦）
- 西が丘サッカー場（1回戦～2回戦）
- 平塚競技場（1回戦～2回戦）
- 習志野市秋津サッカー場（1回戦～2回戦）
- 川越運動公園陸上競技場（1回戦～2回戦）

## 出場校
北海道・東北
- 北海道代表 室蘭大谷
- 青森県代表 光星学院
- 岩手県代表 盛岡市立
- 宮城県代表 仙台育英
- 秋田県代表 秋田商
- 山形県代表 日大山形
- 福島県代表 郡山

関東
- 茨城県代表 古河一
- 栃木県代表 真岡
- 群馬県代表 前橋育英
- 埼玉県代表 武南
- 千葉県代表 習志野
- 東京都A代表 久留米
- 東京都B代表 帝京
- 神奈川県代表 桐蔭学園
- 山梨県代表 韮崎工

北信越・東海
- 新潟県代表 東京学館新潟
- 富山県代表 富山一
- 石川県代表 金沢桜丘
- 福井県代表 丸岡
- 長野県代表 上田東
- 岐阜県代表 大垣工
- 静岡県代表 静岡学園
- 愛知県代表 愛知
- 三重県代表 四日市中央工

近畿
- 滋賀県代表 草津東
- 京都府代表 山城
- 大阪府代表 高槻南
- 兵庫県代表 神戸弘陵
- 奈良県代表 奈良育英
- 和歌山県代表 近大和歌山

中国
- 鳥取県代表 米子東
- 島根県代表 出雲工
- 岡山県代表 玉野光南
- 広島県代表 山陽
- 山口県代表 山口

四国
- 徳島県代表 徳島市立
- 香川県代表 高松商
- 愛媛県代表 南宇和
- 高知県代表 高知

九州
- 福岡県代表 東海大五
- 佐賀県代表 佐賀商
- 長崎県代表 国見
- 熊本県代表 熊本農
- 大分県代表 大分工
- 宮崎県代表 宮崎工
- 鹿児島県代表 れいめい
- 沖縄県代表 南部農林

## 試合

### 1回戦
- 近大和歌山 0 - 4 丸岡
- れいめい 1 - 0 愛知
- 佐賀商 0 - 5 桐蔭学園
- 山城 8 - 0 郡山
- 大分工 0 - 1 静岡学園
- 東海大五 1 - 0 久留米
- 徳島市立 4 - 2 大垣工
- 山口 0 - 1 仙台育英

- 奈良育英 2 - 1 古河一
- 高知 0 - 3 日大山形
- 宮崎工 0 - 0(PK4 - 3) 秋田商
- 米子東 1 - 0 東京学館新潟
- 神戸弘陵 2 - 1 上田東
- 熊本農 0 - 4 武南
- 南宇和 2 - 0 室蘭大谷
- 出雲工 1 - 3 真岡

### 2回戦
- 四日市中央工 5 - 1 光星学院
- 丸岡 0 - 1 れいめい
- 桐蔭学園 1 - 1(PK3 - 4) 山城
- 草津東 1 - 1(PK2 - 4) 金沢桜丘
- 山陽 2 - 1 盛岡市立
- 静岡学園 2 - 0 東海大五
- 徳島市立 1 - 0 仙台育英
- 南部農林 1 - 8 習志野

- 国見 5 - 1 前橋育英
- 奈良育英 3 - 2 日大山形
- 宮崎工 0 - 2 米子東
- 玉野光南 1 - 2 富山一
- 高槻南 0 - 2 韮崎工
- 神戸弘陵 1 - 6 武南
- 南宇和 4 - 0 真岡
- 高松商 0 - 5 帝京

### 3回戦
- 四日市中央工 1 - 0 れいめい
- 山城 3 - 0 金沢桜丘
- 山陽 1 - 2 静岡学園
- 徳島市立 1 - 1(PK7 - 8) 習志野

- 国見 2 - 0 奈良育英
- 米子東 1 - 0 富山一
- 韮崎工 0 - 2 武南
- 南宇和 2 - 0 帝京

### 準々決勝
- 四日市中央工 0 - 0(PK2 - 3) 山城
- 静岡学園 2 - 2(PK5 - 6) 習志野

- 国見 4 - 0 米子東
- 武南 1 - 0 南宇和

### 準決勝
- 山城 2 - 1 習志野
- 国見 3 - 1 武南

### 決勝
- 山城 0 - 2 国見

## 得点王
- 江原淳史 (武南) 8得点

## 主な出場選手
- FW
  - 大木勉（南宇和）
  - 友近聡朗（南宇和）
  - 松波正信（帝京→ガンバ大阪）
  - 鳴尾直軌（盛岡市立）
- MF
  - 三浦淳宏（国見）
  - 徳重隆明（れいめい）
  - 永井篤志（国見）
  - 石塚啓次（山城→V川崎）
  - 大塚真司（習志野）
  - 阿部敏之（帝京）
  - 浅利悟（武南）
  - 吉成浩司（徳島市立）
- DF
  - 佐藤尽（室蘭大谷）
  - 室井市衛（武南）
  - 大森健作（南宇和）
- GK
  - 楢﨑正剛（奈良育英）